# Щурците'76
„Щурците'76“ e първият студиен албум на българската рок група Щурците. Издаден е през 1976 г. Това е единственият дългосвирещ албум на групата, в чието композиране и запис участва Борислав „Боти“ Панов – всички останали са записани от състава, в който Щурците продължават да свирят и днес. Боти има две композиции в албума: „Обич“ и „А утре“.

## Песни
Списък на песните в албума:
| 1.    | На прага (музика, текст и аранжимент: Кирил Маричков)                    | 5:12 |
| 2.    | Говори се за нещо (български текст: Кирил Маричков; аранжимент: Щурците) | 3:32 |
| 3.    | Сянка на птица (м. Н. Андреев; т. Кръстьо Станишев; ар. К. Маричков)     | 4:02 |
| 4.    | Дай ми малко нежност (м. и ар. Петър Гюзелев; т. Д. Стойчев)             | 3:16 |
| 5.    | Обич (м. и ар. Борислав Панов, т. Руси Русев)                            | 4:28 |
| 6.    | А утре (м. и ар. Борислав Панов, т.: М. Минков)                          | 4:16 |
| 7.    | Далечен залив (м. и ар. Кирил Маричков, т. Стефан Банков)                | 4:40 |
| 8.    | Моят син (м. Ал. Йосифов; т. Ж. Богданова; ар. К. Маричков)              | 2:55 |
| 9.    | Вишнев цвят (м. и ар. К. Маричков, т. Д. Керелезов)                      | 3:58 |
| 10.   | Дяволски сезон (м. и ар. П. Гюзелев, т. М. Минков)                       | 4:00 |
| 40:19 |                                                                          |      |

## Състав
- Кирил Маричков – бас китара, вокал
- Петър „Пеци“ Гюзелев – китара, вокал
- Борислав „Боти“ Панов – пиано, орган, цигулка, синтезатор, вокал
- Георги „Жоро“ Марков – ударни